# アフロアジア選手権
アフロアジア選手権（英: Afro-Asian Cup of Nations、アジア・アフリカ選手権ともいう）は、アジアサッカー連盟（AFC）とアフリカサッカー連盟（CAF）の大陸王者同士による、ナショナルチームによるサッカーの国際大会である。

## 概要
アジアからはAFCアジアカップまたはアジア競技大会の優勝国が、アフリカからはアフリカネイションズカップの優勝国が選出され、西暦奇数年に対戦した。しかし、FIFAワールドカップ・2006年大会の開催国を決める決選投票で、それまで南アフリカ共和国を支持していたAFC加盟国の多くがドイツに投票したことからCAFと対立し、2001年以後開催中止となった。なお、AFCはその後オセアニアサッカー連盟（OFC）との大陸王者対抗戦「AFC/OFCチャレンジカップ」を開催するようになった。
2005年にAFCアジアカップ2004優勝の日本とアフリカネイションズカップ2004優勝のチュニジアの対戦で復活する予定だったが中止になり、2年後の2007年に「AFC アジア/アフリカ チャレンジカップ」として復活した。

## 結果

### アフロアジア選手権
| 開催年 | AFC代表                    | 結果                       | CAF代表                    |
| ------ | -------------------------- | -------------------------- | -------------------------- |
| 1978年 | イラン                     | 3 - 0 -----                | ガーナ                     |
| 1985年 | サウジアラビア             | 1 - 4 2 - 1                | カメルーン                 |
| 1987年 | 韓国                       | 1 - 1 (PK 4 - 3)           | エジプト                   |
| 1989年 | サウジアラビア             | 中止                       | カメルーン                 |
| 1991年 | イラン                     | 2 - 1 AG 0 - 1 AG          | アルジェリア               |
| 1993年 | 日本                       | 1 - 0 aet                  | コートジボワール           |
| 1995年 | ウズベキスタン             | 2 - 3 0 - 1                | ナイジェリア               |
| 1997年 | サウジアラビア             | 0 - 1 0 - 0                | 南アフリカ共和国           |
| 1999年 | イラン                     | 中止                       | エジプト                   |
| 2001年 | AFCとCAFの対立により非開催 | AFCとCAFの対立により非開催 | AFCとCAFの対立により非開催 |
| 2003年 | AFCとCAFの対立により非開催 | AFCとCAFの対立により非開催 | AFCとCAFの対立により非開催 |
| 2005年 | 日本                       | 中止                       | チュニジア                 |

### AFC アジア/アフリカ チャレンジカップ
| 開催年 | AFC代表 | 結果  | CAF代表  | 会場                   |
| ------ | ------- | ----- | -------- | ---------------------- |
| 2007年 | 日本    | 4 - 1 | エジプト | 長居スタジアム（大阪） |

※注
1. ↑  イランの政情不安のため第2戦が中止になり、優勝国を定めず。
2. 1 2  2試合とも1999年に開催。
3. ↑  日程の都合上、AFC代表はアジアカップ前回大会優勝国の日本となった。

## 統計

### 代表別成績
| 国・地域名       | 優 | 準 | 優勝年    | 準優勝年  |
| ---------------- | -- | -- | --------- | --------- |
| 日本             | 2  | 0  | 1993,2007 |           |
| カメルーン       | 1  | 0  | 1985      |           |
| 韓国             | 1  | 0  | 1987      |           |
| アルジェリア     | 1  | 0  | 1991      |           |
| ナイジェリア     | 1  | 0  | 1995      |           |
| 南アフリカ共和国 | 1  | 0  | 1997      |           |
| サウジアラビア   | 0  | 2  |           | 1985,1997 |
| エジプト         | 0  | 2  |           | 1987,2007 |
| イラン           | 0  | 1  |           | 1991      |
| コートジボワール | 0  | 1  |           | 1993      |
| ウズベキスタン   | 0  | 1  |           | 1995      |

### 大陸連盟別成績
| 大陸名 | 優 | 準 |
| ------ | -- | -- |
| CAF    | 4  | 3  |
| AFC    | 3  | 4  |